# أمير أباد (وردشت)
أمير أباد هي قرية في مقاطعة سميرم، إيران. عدد سكان هذه القرية هو 14 في سنة 2006.